# Otto von Estorff (Dompropst)

Wappen der Familie von Estorff

Otto von Estorff, auch Otto (VII.) von Estorff, Etztorff, Estorpff (* 1566; † 29. Juli 1637 in Lüneburg) war ein deutscher Domherr und ab 1618 Dompropst im Stift Schwerin.

## Leben
Otto von Estorff, der siebte Träger dieses Namens, entstammte dem in der Lüneburger Heide ansässigen Uradelsgeschlecht von Estorff. Er war der zweite Sohn von Ludolph (XIV.) von Estorff (1533–1602), Herr auf Barnstedt und Domherr in Ratzeburg, und der Emerentia, geb. von Elten (1540–1592).  Seine Tante Anna hatte 1555 Christoph von der Schulenburg, den letzten Bischof des Bistums Ratzeburg geheiratet.
Schon als Elfjähriger erhielt er 1577 eine Präbende als Domherr in Ratzeburg. 1590 wurde er in den Konvent des evangelischen Michaelisklosters in Lüneburg aufgenommen. Als Otto ab Estorpff ist er 1587 als Respondent in Helmstedt nachgewiesen, wo er an der Universität Helmstedt im Wintersemester 1587/88 eingeschrieben war. Bis 1593 studierte er an der Universität Wittenberg. Im gleichen Jahr wurde er zum Hofmeister des jungen Herzogs August II. ernannt und begleitete ihn an die Universität Rostock. 1594 war er an der Universität Jena.
1596 erhielt er auch in Schwerin eine Präbende als Domherr; 1610 wurde er hier Domdechant und 1618 Dompropst. Seit der Reformation waren diese Dignitäten reine Präbenden ohne geistliche Aufgaben, hatten aber noch das Recht zur Wahl des Bischofs bzw. Administrators. Otto von Estorffs Amtszeit war geprägt durch die Wirren des Dreißigjährigen Krieges. Nach dem Tod des Administrators Ulrich von Dänemark (1578–1624) und dem Amtsantritt seines Neffen Ulrich von Dänemark (1611–1633), gelang es den Abgesandten von Herzog Adolf Friedrich I., Estorff, „den einflußreichsten und gewandtesten“ unter den Domherren davon zu überzeugen, Adolf Friedrichs Sohn, den erst zwei Jahre alten Prinzen Christian am 26. August 1625 zum Koadjutor zu postulieren. 1628 jedoch folgte die Besetzung Mecklenburgs durch Wallenstein und dessen Belehnung mit dem Stift. Das Domkapitel wurde, wie es in der von Estorff gegengezeichneten Capitulation des Herzogs Adolph Friederich von Meklenburg über die Administration des Stiftes Schwerin von 1634 hieß, seiner Güter und Einkünfte priviret vnd destituiret. Elf Jahre nach von Estorffs Tod wurde das Stift endgültig säkularisiert und fiel an das Herzogtum Mecklenburg.
Otto von Estorff interessierte sich sehr für die Genealogie seiner eigenen Familie und der anderen Familien der Lüneburgischen Ritterschaft. 1616 veröffentlichte er mit Hilfe des Pastors Johannes Burmeister, den er vermutlich aus Rostock kannte und den er unterstützte, die Familiengenealogie. Von ihm stammen auch, nur handschriftlich überliefert, eine Namentliche Übersicht des Adels des Fürstenthums Lünburg sowie ein Auszug der Landtagsrezesse.
Seit 1617 war er verheiratet mit Catharina, geb. von Barnekow. Das Paar hatte drei Kinder:
- Anna Margaretha (1618–1650)
- Ludolph Otto (* 1619 in Ratzeburg; † 1691 in Lüneburg), auf Barnstedt und Veerßen, ab 1673 erster Landschaftsdirektor und Herr vom Hause St. Michael in Lüneburg[10]
- Lohalm (* 1620; † 1637 als Student in Rostock an der Schwindsucht)[11]

## Werke
- Genealogia Familiae Estorfiorum, Collecta Ex antiquis litteris & monumentis, ab incendio & hostili incursione conservatis / Per Ottonem ab Estorf, Ludolphi Filium, Ottonis Nepotem Et per Joannem Burmeisterum Lunaeburg... Hamburg: Lange 1616

Digitalisat, SLUB Dresden
- „Kurtzer ungefehrlicher Begriff und Inhalt Aller Privilegien, Begnadungen, Fürstlicher Constitutionen, Land-TagsAbscheiden, von A0. 1367. Bis auf das Jahr 1598. der Landschafft Lüneburg gegeben aus den Fürstlichen gegebenen Land - Tags-Abscheiden, und den Verschreibungen, Anno 1564 publicirten Policey- und Hoffgerichts-Ordnung, zusammen gezogen, und jtzo aus den folgenden Land-Abscheiden, und neuen Policey– und Kirchenordnungen bis auf das 1626. Jahr extendiret durch otto von Estorff 1628“. in: Archiv für Geschichte und Verfassung des Fürstenthums Lüneburg 6 (1858), S. 287–332